# Sultan bin Murshid
Sultan bin Murshid (... – 1743), è stato imam dell'Oman dal 1742 al 1743.
Il suo predecessore aveva chiesto aiuto ai persiani per sostenere la sua debole autorità. A metà del 1743 Sultan bin Murshid morì mentre difendeva la città di Sohar dalle forze persiane.

## Ascesa al trono
Sultan bin Murshid bin Jadi era un nipote del grande imam Sayf bin Sultan. Suo cugino, l'imam Sayf bin Sultan II, condusse una vita autoindulgente che portò le tribù a sollevarsi contro di lui. Nel febbraio del 1742 Sultan bin Murshid fu proclamato imam al suo posto. Egli venne investito del titolo a Nakhal. Radunò truppe e marciò su Rustaq. Anche Sayf bin Sultan II raccolse truppe e marciò contro di lui ma era troppo tardi per impedire la caduta di Rustaq. Si ritirò quindi nella città di Mascate e si mise in una posizione difensiva. Sultan bin Murshid lo seguì ma non riuscì a prendere la città. Invece occupò il vicino porto di Muttrah attirando i commercianti in questo porto e facendo diminuire le entrate di Sayf bin Sultan II.

## Lotta con i persiani
Sayf bin Sultan II fece appello ai persiani per chiedere aiuto e promise loro di cedere Sohar in cambio. Fresco di una vittoriosa campagna in India, il sovrano persiano Nadir Shah inviò una spedizione di 6 000 uomini sotto Mirza Mohammed Taki Khan, che arrivò a Julfar intorno all'ottobre del 1742. Sayf bin Sultan II andò via mare a Khor Fakkan e poi viaggiò via terra per incontrare i persiani. Gli ufficiali delle navi di Khor Fakkan andarono da Sultan bin Murshid, portando le loro navi da lui a Muttrah. I persiani assediarono Sohar e inviarono forze a Mascate ma non furono in grado di prendere la città. Nel gennaio del 1743 ricevettero rinforzi. Mandarono un'altra forza contro Mascate. Sultan bin Murshid, che viveva ancora a Muttrah, abbandonò deliberatamente Mascate e i persiani entrarono in città. Mentre erano impegnati nel saccheggio, Sultan bin Murshid attaccò con le guarnigioni di Muttrah e Mascate, distrusse le forze persiane e catturò diverse navi.

## Morte
I persiani inviarono una nuova forza via terra e riuscirono a prendere Muttrah. Sultan bin Murshid fuggì a Sohar, dove fu ferito a morte sotto le mura della città a metà del 1743. Alcuni dicono che si sia ucciso. Bal'arab bin Himyar fu eletto imam al suo posto. I persiani presero Mascate e attaccarono di nuovo Sohar a nord. Dopo aver sopportato nove mesi di assedio, il governatore Ahmad bin Said al-Busaidi negoziò una resa onorevole. Successivamente avrebbe cacciato i persiani dal paese e fondato una nuova dinastia di sovrani dell'Oman.